# پرویس (میسیسیپی)
پرویس (به انگلیسی: Purvis) شهری در ایالت میسیسیپی کشور ایالات متحده آمریکا است که جمعیت آن در سرشماری سال ۲۰۱۰ میلادی، ۲٬۱۷۵
نفر بوده‌است.

## نگارخانه

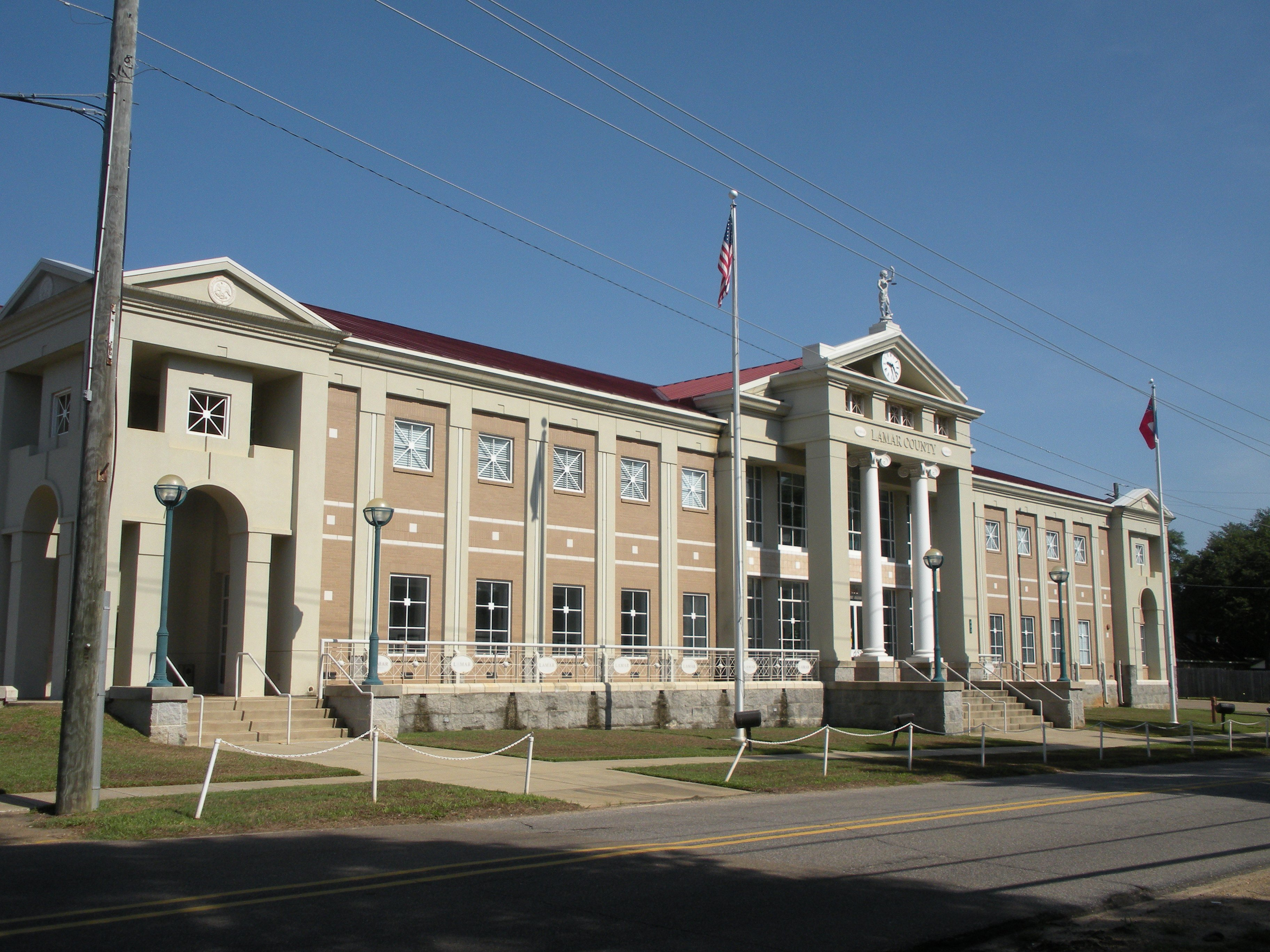
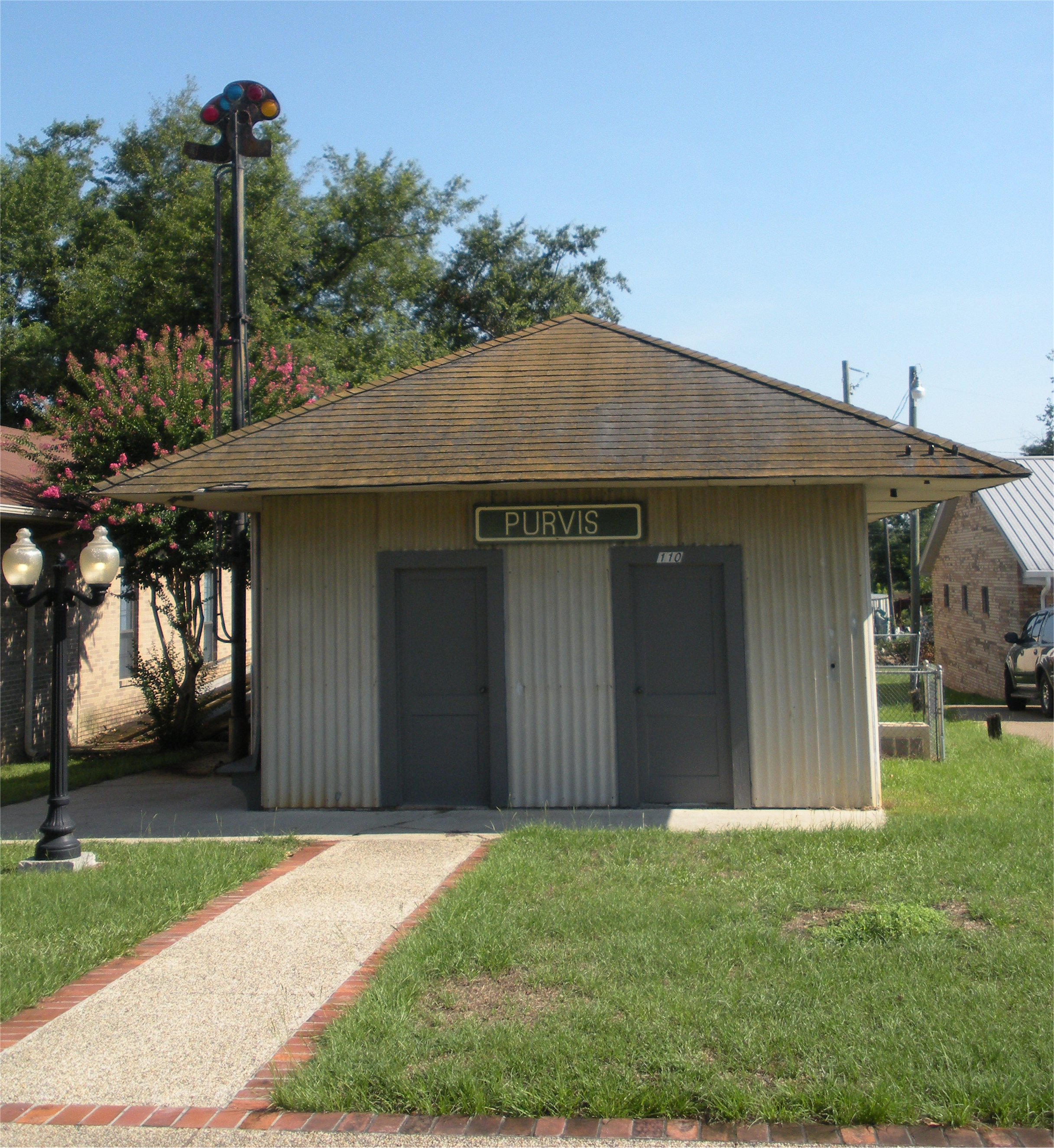
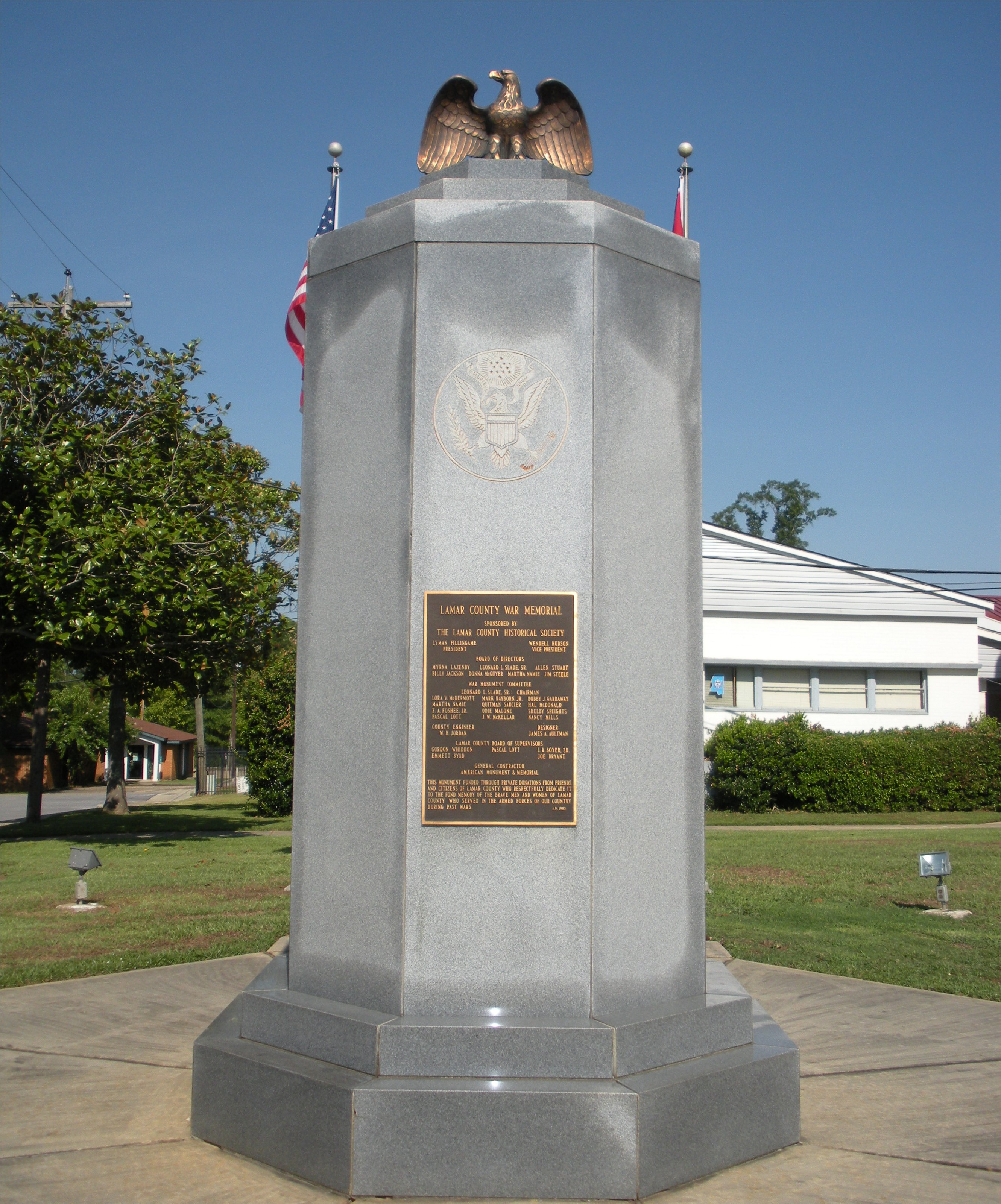
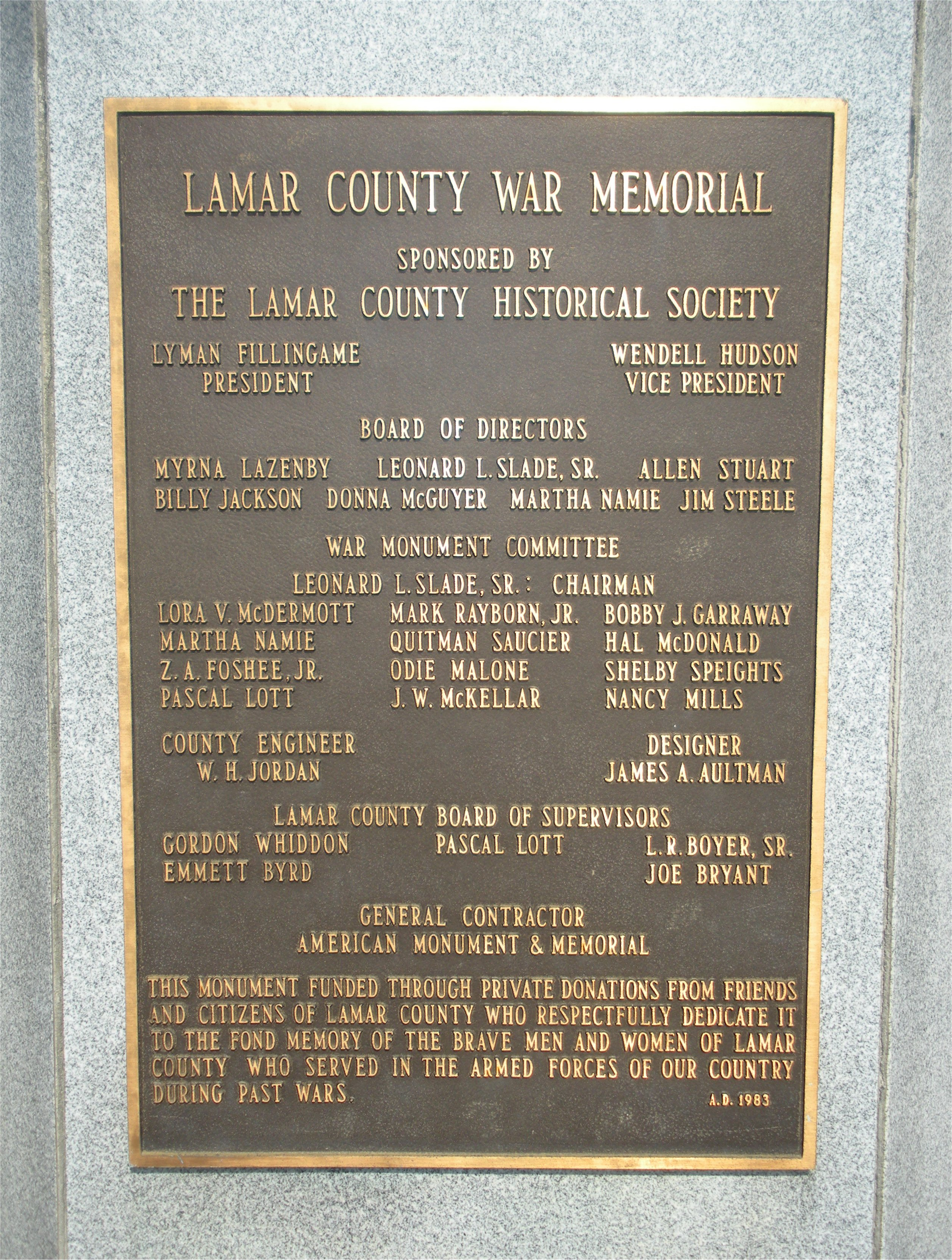
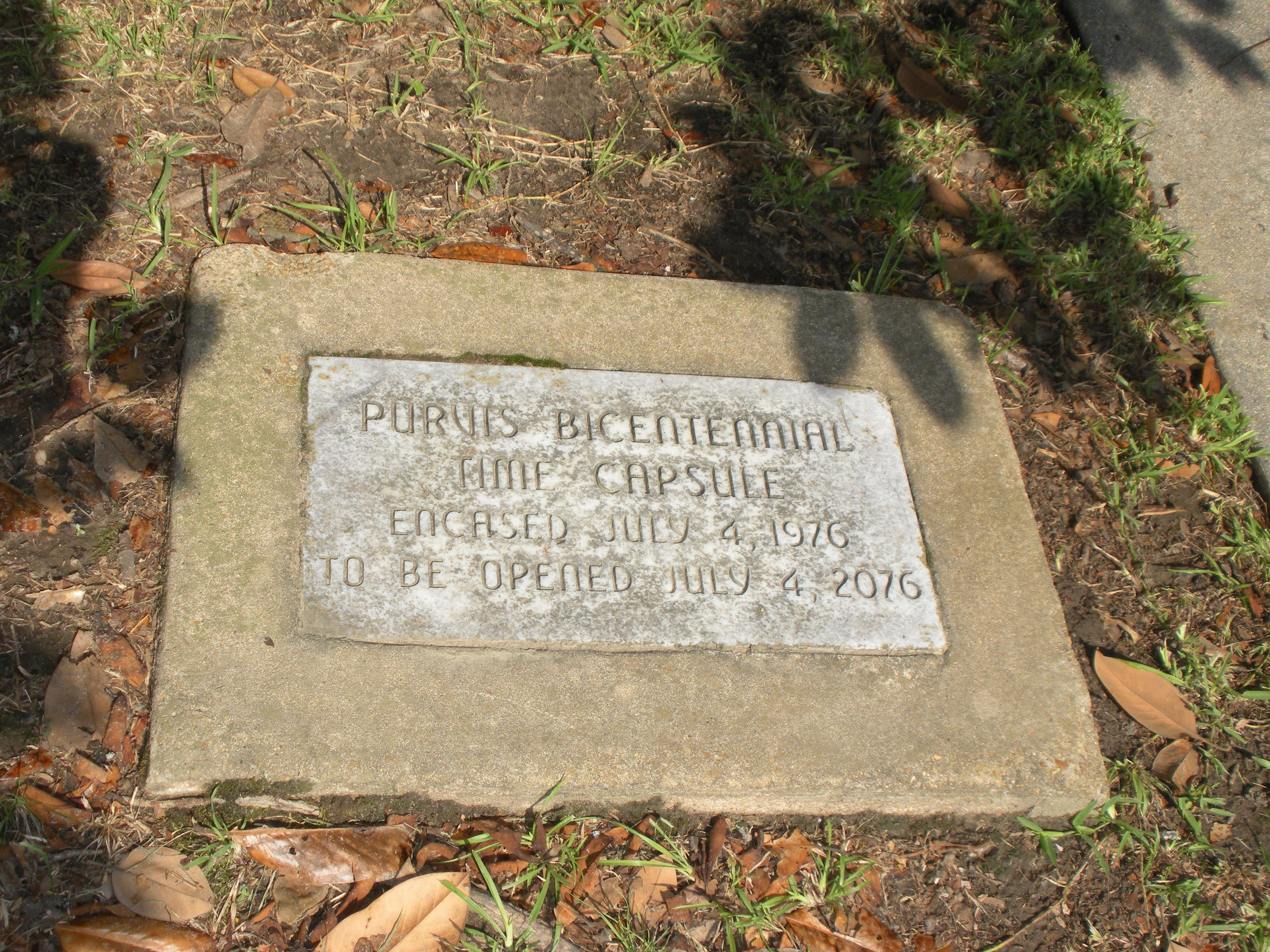